# Amélie Mauresmo
Amélie Mauresmo (Saint-Germain-en-Laye, 5 de julho de 1979) é uma ex-tenista profissional francesa. Em 13 de setembro de 2004 ela foi a primeira francesa a atingir o primeiro lugar na classificação WTA Tour, e marcou seu nome na história do tênis feminino. Mauresmo ganhou a medalha de prata nos Jogos Olímpicos de Verão de 2004, em Atenas, e como membro da equipe de tênis da França de Fed Cup foi campeã em 2003 e finalista em 2005.
Mauresmo, começou a carreira profissional em 1996. Ela conseguiu ser a n° 1 do mundo pela WTA em 13 de setembro de 2004 e liderou o ranking mundial feminino de simples durante 39 semanas. Ela utilizava a esquerda com apenas uma das mãos, possuía uma direita muito boa e ótimas variações em sua cartilha de jogo.
Ao todo venceu 25 títulos em simples. Em 7 de novembro de 2005, ela ganhou o WTA Finals (ex-WTA Championships) em Los Angeles. Em 2006, venceu seus dois títulos de Grand Slam, o Aberto da Austrália e o Torneio de Wimbledon, em ambos vencendo a belga Justine Henin.
Nas duplas conquistou 3 títulos, chegando a 29ª colocação do ranking mundial, e junto da russa Svetlana Kuznetsova conseguiu o vice-campeonato do tradicional Torneio de Wimbledon em julho de 2005. O primeiro título que obteve em duplas foi no WTA de Eastbourne em junho de 2006. Anunciou sua aposentadoria em 2009.
Em 2010, começou uma promissora carreira de treinadora, começou com o francês Michaël Llodra, e ajudou seguidamente em títulos inéditos para Victoria Azarenka, Marion Bartoli e Andy Murray.
Em julho de 2015, Amélie foi recebida no Hall Internacional da Fama, em Newport nos Estados Unidos, mas foi representada na cerimônia por Billie Jean King. Ela na época com 36 anos estava na fase final da gravidez. 

## Major finais

### Grand Slam finais

#### Simples: 3 (2–1)
| Resultado | Ano  | Campeonato      | Piso  | Oponente       | Placar         |
| --------- | ---- | --------------- | ----- | -------------- | -------------- |
| Vice      | 1999 | Australian Open | Duro  | Martina Hingis | 2–6, 3–6       |
| Campeã    | 2006 | Australian Open | Duro  | Justine Henin  | 6–1, 2–0, ret. |
| Campeã    | 2006 | Wimbledon       | Grama | Justine Henin  | 2–6, 6–3, 6–4  |

#### Duplas: 1 (0–1)
| Resultado | Ano  | Campeonato | Piso  | Parceira            | Oponentes               | Placar   |
| --------- | ---- | ---------- | ----- | ------------------- | ----------------------- | -------- |
| Vice      | 2005 | Wimbledon  | Grama | Svetlana Kuznetsova | Cara Black Liezel Huber | 2–6, 1–6 |

### Olimpíadas

#### Simples: 1 Prata (0–1)
| Resultado | Ano  | Campeonato | Piso | Oponente      | Placar   |
| --------- | ---- | ---------- | ---- | ------------- | -------- |
| Prata     | 2004 | Atenas     | Duro | Justine Henin | 3–6, 3–6 |

### WTA Tour Championships finais

#### Simples: 3 (1–2)
| Resultado | Ano  | Campeonato  | Piso     | Oponente      | Placar             |
| --------- | ---- | ----------- | -------- | ------------- | ------------------ |
| Vice      | 2003 | Los Angeles | Hard (i) | Kim Clijsters | 2–6, 0–6           |
| Campeã    | 2005 | Los Angeles | Hard (i) | Mary Pierce   | 5–7, 7–6(7–3), 6–4 |
| Vice      | 2006 | Madrid      | Hard (i) | Justine Henin | 4–6, 3–6           |

### Tier I / Premier Mandatory & Premier 5 finais

#### Simples: 11 (6 títulos, 5 vices)
| Resultado | Ano  | Campeonato            | Piso        | Oponente          | Placar             |
| --------- | ---- | --------------------- | ----------- | ----------------- | ------------------ |
| Vice      | 1998 | Berlin                | Saibro      | Conchita Martínez | 4–6, 4–6           |
| Vice      | 2000 | Roma                  | Saibro      | Monica Seles      | 2–6, 6–7(4–7)      |
| Campeã    | 2001 | Berlin                | Saibro      | Jennifer Capriati | 6–4, 2–6, 6–3      |
| Vice      | 2001 | Roma                  | Saibro      | Jelena Dokić      | 6–7(3–7), 1–6      |
| Campeã    | 2002 | Canada (Montréal)     | Duro        | Jennifer Capriati | 6–4, 6–1           |
| Vice      | 2003 | Roma                  | Saibro      | Kim Clijsters     | 6–3, 6–7(3–7), 0–6 |
| Vice      | 2003 | Moscou                | Carpete (i) | Anastasia Myskina | 2–6, 4–6           |
| Campeã    | 2004 | Berlin (2)            | Saibro      | Venus Williams    | W/O                |
| Campeã    | 2004 | Roma                  | Saibro      | Jennifer Capriati | 3–6, 6–3, 7–6(8–6) |
| Campeã    | 2004 | Canada (Montréal) (2) | Duro        | Elena Likhovtseva | 6–1, 6–0           |
| Campeã    | 2005 | Roma (2)              | Saibro      | Patty Schnyder    | 2–6, 6–3, 6–4      |

#### Duplas: 1 (1 título)
| Resultado | Ano  | Campeonato | Piso | Parceira            | Oponentes                  | Placar           |
| --------- | ---- | ---------- | ---- | ------------------- | -------------------------- | ---------------- |
| Campeã    | 2009 | Miami      | Duro | Svetlana Kuznetsova | Květa Peschke Lisa Raymond | 4–6, 6–3, [10–3] |

## WTA Títulos (28)

### Simples (25)
| Legenda               |
| Grand Slam (2)        |
| WTA Championships (1) |
| Tier I Event (6)      |
| WTA Tour (15)         |

| Títulos por Surperfície |
| Rápida (13)             |
| Saibro (6)              |
| Grama (1)               |
| Carpete (5)             |

| No. | Data                    | Torneio                                        | Surperfície | Adversária da final                | Resultado            |
| 1.  | 18 de Outubro de 1999   | Bratislava, Eslováquia                         | Rápida      | Kim Clijsters (Bélgica)            | 6-3 6-3              |
| 2.  | 11 de Janeiro de 2000   | Sydney, Austrália                              | Rápida      | Lindsay Davenport (Estados Unidos) | 7-6(2), 6-4          |
| 3.  | 5 de Fevereiro de 2001  | Paris, França                                  | Carpete     | Anke Huber (Alemanha)              | 7-6(2), 6-1          |
| 4.  | 12 de Fevereiro de 2001 | Nice, França                                   | Carpete     | Magdalena Maleeva (Bulgária)       | 6-2, 6-0             |
| 5.  | 9 de Abril de 2001      | Amelia Island, Estados Unidos                  | Saibro      | Amanda Coetzer (África do Sul)     | 6-4, 7-5             |
| 6.  | 7 de Maio de 2001       | Berlin, Alemanha                               | Saibro      | Jennifer Capriati (Estados Unidos) | 6-4, 2-6, 6-3        |
| 7.  | 18 de Fevereiro de 2002 | Dubai, Emirados Árabes                         | Rápida      | Sandrine Testud (França)           | 6-4, 7-6(3)          |
| 8.  | 12 de Agosto de 2002    | Canada Masters\|Montreal, Canadá               | Rápida      | Jennifer Capriati (Estados Unidos) | 6-4, 6-1             |
| 9.  | 28 de Abril de 2003     | Varsóvia, Polônia                              | Saibro      | Venus Williams (Estados Unidos)    | 6-7(6), 6-0, 3-0 abd |
| 10. | 27 de Outubro de 2003   | Filadélfia, Estados Unidos                     | Rápida      | Anastasia Myskina (Rússia)         | 5-7, 6-0, 6-2        |
| 11. | 3 de Maio de 2004       | Berlin, Alemanha                               | Saibro      | Venus Williams (Estados Unidos)    | wo                   |
| 12. | 10 de Maio de 2004      | Masters de Roma, Itália                        | Saibro      | Jennifer Capriati (Estados Unidos) | 3-6, 6-3, 7-6(6)     |
| 13. | 2 de Agosto de 2004     | Masters do Canadá, Canadá                      | Rápida      | Elena Likhovtseva (Rússia)         | 6-1, 6-0             |
| 14. | 18 de Outubro de 2004   | Linz, Áustria                                  | Rápida      | Elena Bovina (Rússia)              | 6-2, 6-0             |
| 15. | 25 de Outubro de 2004   | Filadélfia, Estados Unidos                     | Rápida      | Vera Zvonareva (Rússia)            | 3-6, 6-2, 6-2        |
| 16. | 14 de Fevereiro de 2005 | Antuérpia, Bélgica                             | Carpete     | Venus Williams (Estados Unidos)    | 4-6, 7-5, 6-4        |
| 17. | 9 de Maio de 2005       | Master de Roma, Itália                         | Saibro      | Patty Schnyder (Suíça)             | 2-6, 6-3, 6-4        |
| 18. | 31 de Outubro de 2005   | Filadélfia, Estados Unidos                     | Rápida      | Elena Dementieva (Rússia)          | 7-5, 2-6, 7-5        |
| 19. | 13 de Novembro de 2005  | WTA Championships, Los Angeles, Estados Unidos | Rápida      | Mary Pierce (França)               | 5-7, 7-6(3), 6-4     |
| 20. | 28 de Janeiro de 2006   | Australian Open, Melbourne, Austrália          | Rápida      | Justine Henin (Bélgica)            | 6-1, 2-0 abd         |
| 21. | 12 de Fevereiro de 2006 | Paris, França                                  | Carpete     | Mary Pierce (França)               | 6-1, 7-6(2)          |
| 22. | 19 de Fevereiro de 2006 | Antuérpia, Bélgica                             | Carpete     | Kim Clijsters (Bélgica)            | 3-6, 6-3, 6-3        |
| 23. | 8 de Julho de 2006      | Wimbledon, Londres, Inglaterra                 | Grama       | Justine Henin (Bélgica)            | 2-6, 6-3, 6-4        |
| 24. | 18 de Fevereiro de 2007 | Antuérpia, Bélgica                             | Carpete     | Kim Clijsters (Bélgica)            | 6-4, 7-6(4)          |
| 25. | 15 de Fevereiro de 2009 | Open GDF Suez, Paris                           | Rápida      | Elena Dementieva (Rússia)          | 7–6(7), 2–6, 6–4     |

### Linha do tempo
Atualizado em 23 de Junho de 2007
| Torneio                             | 1995 | 1996 | 1997  | 1998  | 1999  | 2000  | 2001  | 2002  | 2003  | 2004  | 2005  | 2006  | 2007 | Vitórias-Derrotas |
| ----------------------------------- | ---- | ---- | ----- | ----- | ----- | ----- | ----- | ----- | ----- | ----- | ----- | ----- | ---- | ----------------- |
| Australian Open                     | -    | -    | -     | 3R    | F     | 2R    | 4R    | QF    | A     | QF    | QF    | V     | 4R   | 31-7              |
| Roland-Garros                       | 1R   | 2R   | 2R    | 1R    | 2R    | 4R    | 1R    | 4R    | QF    | QF    | 3R    | 4R    | 3R   | 22-12             |
| Wimbledon                           | -    | -    | -     | 2R    | -     | 1R    | 3R    | SF    | -     | SF    | SF    | V     |      | 25-6              |
| U.S. Open                           | -    | -    | -     | 3R    | 4R    | -     | QF    | SF    | QF    | QF    | QF    | SF    |      | 31-8              |
| Grand Slam Vitórias-Derrotas        | 0-1  | 1-1  | 1-1   | 5-4   | 10-3  | 4-3   | 9-4   | 17-4  | 8-2   | 17-4  | 15-4  | 22-2  | 5-2  | 114-35            |
| WTA Tour Championships              | -    | -    | -     | -     | 4R    | -     | 4R    | -     | F     | SF    | V     | F     |      | 12-9              |
| Torneios Jogados                    | 1    | 4    | 15    | 21    | 16    | 14    | 16    | 17    | 17    | 17    | 19    | 17    | 9    | 183               |
| Finais                              | 0    | 0    | 0     | 1     | 3     | 3     | 5     | 2     | 6     | 9     | 7     | 7     | 2    | 45                |
| Torneios Vencidos                   | 0    | 0    | 0     | 0     | 1     | 1     | 4     | 2     | 2     | 5     | 4     | 4     | 1    | 24                |
| Dura Vitórias-Derrotas              | 0-0  | 1-1  | 5-3   | 16-8  | 21-8  | 5-4   | 15-6  | 25-5  | 23-10 | 34-6  | 32-10 | 24-7  | 7-3  | 208-71            |
| Saibro Vitórias-Derrotas            | 3-1  | 1-1  | 5-7   | 12-7  | 7-4   | 13-4  | 15-3  | 7-4   | 15-3  | 18-3  | 9-2   | 6-2   | 6-4  | 117-45            |
| Grama Vitórias-Derrotas             | 0-0  | 1-1  | 2-2   | 1-2   | 0-0   | 0-1   | 2-1   | 7-2   | 1-1   | 7-2   | 5-2   | 7-1   | 3-1  | 36-16             |
| Quadra de Carpete Vitórias-Derrotas | 0-0  | 0-1  | 5-3   | 2-4   | 6-3   | 6-4   | 10-1  | 6-3   | 6-2   | 0-0   | 7-2   | 13-3  | 6-1  | 67-27             |
| Total Vitórias-Derrotas             | 3-1  | 3-4  | 17-15 | 31-21 | 34-15 | 24-13 | 42-11 | 45-14 | 45-16 | 59-11 | 53-16 | 50-13 | 19-8 | 425-158¹          |
| Ranking Final                       | 290  | 159  | 109   | 29    | 10    | 16    | 9     | 6     | 4     | 2     | 3     | 3     |      | -                 |

¹ Incluindo If ITF circuito feminino (Dura: 9-12; Saibro: 7-6; Grama: 8-2; Carpete: 5-4) e Fed Cup (23-5) participação incluída, o total de vitórias-derrotas passa para 458-179.